# Wittnau (Bade-Wurtemberg)
Pour les articles homonymes, voir Wittnau.
Wittnau est une commune de Bade-Wurtemberg (Allemagne), située dans l'arrondissement de Brisgau-Haute-Forêt-Noire, dans le district de Fribourg-en-Brisgau.

## Jumelage
- Saint-André-d'Apchon (France) depuis 1994